# Hutton Cranswick
Pour les articles homonymes, voir Hutton.
Hutton Cranswick est une paroisse civile et un village du Yorkshire de l'Est, en Angleterre.